# فندق جميرا كارلتون تاور
فندق جميرا كارلتون تاور هو فندق يقع في العاصمة البريطانية لندن. تدريه شركة جميرا الإماراتية.
يقع عند شارع سلون ستريت في حي نايتس بريدج وعن مقربة من محل هارودز. افتتح الفندق سنة 1961 م. للفندق 216 غرفة، منها 58 جناحاً.